# Fireworks (песня Purple Disco Machine)
«Fireworks» (с англ. — «Фейерверки») — песня немецкого диджея и продюсера диско и хаус-музыки Purple Disco Machine при участии британского певца Мосса Кены и американского инди-поп дуэта The Knocks. Песня была выпущена 19 февраля 2021 года. Это второй сингл Purple Disco Machine после альбома «Exotica».

## Композиция
Песня написана в тональности до-диез мажор в темпе 118 ударов в минуту.

## Музыкальное видео
Музыкальное видео было выпущено 19 февраля 2021 года. Оно было снято Грегом Бартом.
Видео повествует о бандах уличных танцоров: Бумерах и Поколении Z, которые сражаются в последней войне за территорию. По сюжету, Бумеры отрицают антропогенное изменение климата и пытаются склонить на свою сторону Поколение Z жизнью полной развлечений. Зумеры принимают позицию Бумеров и начинают жить также как они. В итоге, все члены банд задыхаются и умирают из-за загрязнённого их деятельностью воздуха.

## Команда
Согласно Tidal, в команду авторов песни входят:
- Purple Disco Machine (Тино Шмидт) — автор песни, композитор, помощник переводчика
- Мосс Кена — автор песни, композитор, помощник переводчика
- Джеймс Паттерсон (The Knocks) — автор песни, композитор, помощник переводчика
- Бенджамин Руттнер (The Knocks) — автор песни, композитор, помощник переводчика
- Пол Харрис — автор песни, композитор
- Амир Салим — автор песни, композитор
- Монте — инженер по микшированию

## Чарты
| Чарт (2021)                             | Наивысшая позиция |
| --------------------------------------- | ----------------- |
| Австрия (Ö3 Austria Top 40)             | 34                |
| Бельгия (Ultratop 50 Фламанд)           | 36                |
| Бельгия (Ultratop 50 Валлония)          | 15                |
| СНГ (Tophit)                            | 15                |
| Германия (GfK Entertainmet)             | 32                |
| Венгрия (Dance Top 40)                  | 13                |
| Венгрия (Rádiós Top 40)                 | 16                |
| Венгрия (Single Top 40)                 | 26                |
| Италия (FIMI)                           | 42                |
| Польша (Polish Airplay Top 100)         | 5                 |
| Россия (Tophit)                         | 14                |
| Швейцария (Schweizer Hitparade)         | 83                |
| США (Dance/Electronic Songs; Billboard) | 35                |

| Чарт (2021)                    | Позиция |
| ------------------------------ | ------- |
| Бельгия (Ultratop 50 Валлония) | 46      |
| СНГ (Tophit)                   | 58      |
| Венгрия (Dance Top 40)         | 79      |
| Польша (ZPAV)                  | 50      |
| Россия (Tophit)                | 74      |

## Сертификаты
| Регион                                                                      | Сертификация | Продажи |
| --------------------------------------------------------------------------- | ------------ | ------- |
| Австрия (IFPI Austria)                                                      | Золотой      | 15 000  |
| Италия (FIMI)                                                               | Платиновый   | 70 000  |
| Данные о продажах + прослушиваниях приведены только на основе сертификации. |              |         |